# Наушабаев, Асен
Асе́н Наушаба́ев (каз. Әсен Наушабаев; 1890, аул № 7, Каркаралинский уезд, Семипалатинская область, Степное генерал-губернаторство, Российская империя — 15 августа 1971, Фрунзенский сельсовет, Каркаралинский район, Карагандинская область, Казахская ССР) — старший чабан колхоза имени Фрунзе Каркаралинского района Карагандинской области, Казахская ССР. Герой Социалистического Труда (1949).

## Биография
Родился в 1890 году в крестьянской семье в одном из сельских населённых пунктов Каркаралинского уезда.
С 15-летнего возраста трудился в сельском хозяйстве, пас овец. С 1930 года трудился чабаном в колхозе имени Фрунзе Каркаралинского района.
Ежегодно показывал высокие результаты в овцеводстве. На протяжении нескольких лет сохранял без потерь свою отару и занимал передовые места по району по настригу шерсти и сдачи каракулевых смушек. На начало 1948 года обслуживал 400 грубошёрстных маток и вырастил по итогам этого года в среднем от каждой сотни овцематок по 126 ягнят. Средний вес каждого ягнёнка к отбивке составил 40,5 килограмма. Указом Президиума Верховного Совета СССР от 12 июля 1949 года удостоен звания Героя Социалистического Труда за «получение высокой продуктивности животноводства в 1948 году» с вручением ордена Ленина и золотой медали «Серп и Молот» (№ 4144).
В последующие годы продолжал показывать высокие результаты. Его наилучший результат составил 570 ягнят от 450 овцематок.
Трудился в родном колхозе до выхода на пенсию в 1954 году. Проживал на территории Фрунзенского сельсовета Каракалинского района. С 1968 года — персональный пенсионер союзного значения.
Умер в августе 1971 года.